# XMMS
XMMS (X Multimedia System) — это универсальный и свободный аудиопроигрыватель для Unix-подобных операционных систем. XMMS поддерживает множество аудиоформатов и имеет настраиваемый интерфейс пользователя, основанный на оконной системе X и библиотеке GTK+. Программа распространяется по свободной лицензии GNU GPL.
XMMS имеет пользовательский интерфейс, сходный с интерфейсом аудиоплеера Winamp, популярного среди пользователей операционной системы Microsoft Windows. Кроме того, XMMS включает себя поддержку плагинов Winamp для визуализации, аудиоэффектов, эквалайзер, плей-лист, а также поддержку скинов (скины Winamp версии 2 полностью совместимы со скинами для XMMS). Ряд пользователей считает, что XMMS является аналогом Winamp для операционной системы Linux.
Разработка XMMS прекращена, последняя версия датируется 2007 годом. Аудиопроигрыватель XMMS2 не является дальнейшим развитием XMMS, он полностью написан с нуля.

## История
Первоначальное название XMMS было X11Amp. Программа была написана в ноябре 1997 года Питером и Майклом Альм (Peter and Mikael Alm). В мае этого же года вышла в свет первая версия Winamp, и разработчики XMMS ориентировались на него. С самого начала в XMMS была включена поддержка скинов Winamp.
Лицензия оригинального релиза XMMS не предоставляла доступа к программному коду, но сейчас XMMS распространяется под лицензией GNU General Public License, с предоставлением исходных текстов.
10 июля 1999 года компания 4Front Technologies решает спонсировать разработку X11Amp, и проект получает название XMMS, что означает «X MultiMedia System». Большинство пользователей XMMS считают, что «X» значит «X11» или «X Window System», официально же «X» означает «кроссплатформенный».

## Поддерживаемые форматы
XMMS может проигрывать следующие форматы аудиофайлов:
- MPEG layer 1, 2, 3 (при помощи плагина mpg123)
- Ogg Vorbis (при помощи Ogg Vorbis-плагина)
- CD Audio (с помощью CDAudio-плагина), поддерживает базу данных CDDB
- WAV, RAW, AU (с помощью внутреннего wav-плагина и плагина MikMod)
- MOD, XM, S3M и другие модульные форматы (с помощью плагина MikMod)
- .cin (формат файлов от id Software)
- множество других форматов (FLAC, TTA, WavPack, speex, AAC, WMA, Monkey's Audio, mp3PRO) с помощью подключаемых модулей сторонних разработчиков.

Вывод звука осуществляется через ALSA, EsounD или OSS. Также возможна запись в файл.